# Xubuntu
Xubuntu é uma distribuição Linux derivada do Ubuntu que utiliza o ambiente Xfce, além de programas que contribuem para que funcione satisfatoriamente em computadores mais antigos.

## Objetivos
Os objetivos do Xubuntu são:
fornecer uma distribuição fácil de usar, baseada no Ubuntu, usando o Xfce como área de trabalho gráfica, com foco em integração, usabilidade e desempenho, com um foco particular em baixo consumo de memória. A integração no Xubuntu está em um nível de configuração, um nível de kit de ferramentas e combinando a tecnologia subjacente sob o desktop no Ubuntu. O Xubuntu será construído e desenvolvido de forma autônoma como parte da ampla comunidade Ubuntu, baseada nos ideais e valores do Ubuntu.

## História

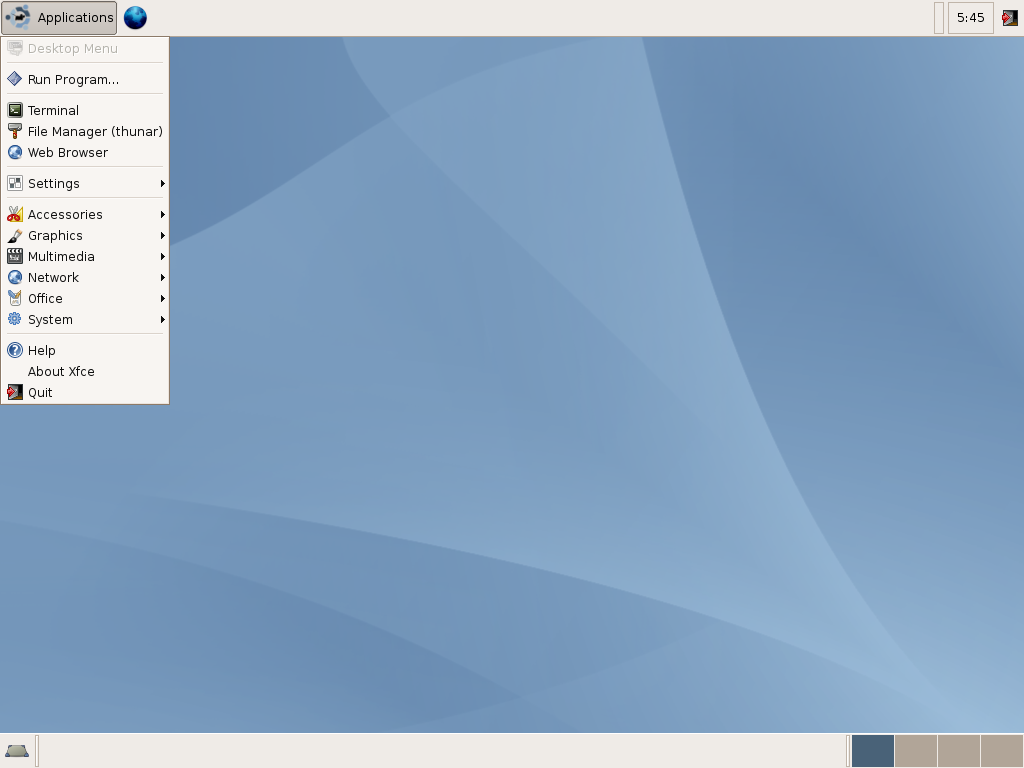
Xubuntu 6.06 LTS Dapper Drake, a primeira versão do Xubuntu.

O Xubuntu foi originalmente planejado para ser lançado ao mesmo tempo que o Ubuntu 5.10 Breezy Badger, 13 de outubro de 2005, mas o trabalho não estava completo até aquela data. Em vez disso, o nome do Xubuntu foi usado para o meta-pacote xubuntu-desktop disponível através do Gerenciador de Pacotes Synaptic que instalou o desktop Xfce.
O primeiro lançamento oficial do Xubuntu, liderado por Jani Monoses, apareceu em 1º de junho de 2006, como parte da linha Dapper Drake do Ubuntu 6.06, que também incluía o Kubuntu e o Edubuntu.
Cody A.W. Somerville desenvolveu uma estratégia abrangente para o projeto Xubuntu chamado Xubuntu Strategy Document. No início de 2009, o documento estava aguardando uma segunda leitura pelo Ubuntu Community Council.
Em fevereiro de 2009, Mark Shuttleworth concordou que uma versão oficial do LXDE do Ubuntu, Lubuntu, seria desenvolvida. A área de trabalho do LXDE usa o gerenciador de janelas Openbox e, como o Xubuntu, pretende ser um ambiente com poucos requisitos de sistema e pouca memória RAM para netbooks, dispositivos móveis e PCs mais antigos e competiria com o Xubuntu nesse nicho.
Em novembro de 2009, Cody A.W. Somerville deixou o cargo de líder do projeto e fez uma chamada para indicações para ajudar a encontrar um sucessor. Lionel Le Folgoc foi confirmado pela comunidade Xubuntu como o novo líder do projeto em 10 de janeiro de 2010 e solicitou a formação de um conselho oficial do Xubuntu. A partir do final de março de 2010, as discussões sobre o futuro da governança do Xubuntu e o papel que um conselho poderia ter nele ainda estavam em andamento.
Em março de 2012, Charlie Kravetz, ex-líder do projeto Xubuntu, renunciou formalmente ao projeto. Apesar disso, os membros do projeto indicaram que o Xubuntu 12.04 iria em frente como previsto.
No início de 2016, a equipe do Xubuntu iniciou o processo de transição do projeto para tornar-se membro do conselho em vez de ter um único líder de projeto. Em 1 de janeiro de 2017, um post oficial no blog do site do Xubuntu anunciou a formação oficial do Xubuntu Council. O objetivo do conselho não é apenas tomar decisões sobre o futuro do projeto, mas garantir que a direção do projeto esteja de acordo com as diretrizes estabelecidas no Documento Estratégico.

## Diferenças para o Ubuntu
O Ubuntu utiliza o ambiente Unity e GNOME. O Xubuntu utiliza por sua vez o ambiente Xfce que, utilizando menos recursos de sistema, funciona melhor com computadores mais antigos. É pensado para usuários com computadores menos potentes, ou que precisam de um ambiente de trabalho eficiente em computadores mais rápidos. O Xubuntu também utiliza principalmente aplicativos GTK+ que foram desenvolvidos para utilizar menos recursos que seus equivalentes GNOME. Mesmo assim, o Xubuntu tem acesso aos mesmos arquivos de aplicativos que o Ubuntu e pode executar a maioria dos mesmos aplicativos com apenas pequenas diferenças na interface (devido à utilização de ambientes diferentes).

## Aplicativos
Xubuntu inclui aplicativos para o usuário médio, incluindo:
- Catfish - pesquisa no desktop
- Common Unix Printing System - utilitário de impressão e criador de PDF
- Evince - leitor de PDF
- Firefox - navegador da web
- GIMP - editor gráfico
- LibreOffice Calc - planilha
- LibreOffice Writer - processador de texto
- Mousepad - editor de texto
- Orage - calendário
- Parole - reprodutor de mídias
- Pidgin - internet messenger
- Thunderbird - cliente de e-mail
- XChat - cliente de IRC
- Simple Scan - utilitários de scanner

O Xubuntu inclui a loja de aplicativos do GNOME, que permite aos usuários baixar aplicativos adicionais dos repositórios do Ubuntu.

## Requisitos
Para instalar o Xubuntu são recomendados:
| Requisito                   | Desktop                                         |
| --------------------------- | ----------------------------------------------- |
| CPU                         | 1.5Ghz Dual Core (x86-64)                       |
| Memória RAM                 | 2 GB                                            |
| Disco rígido (espaço livre) | 20 GB                                           |
| Mídia                       | Pendrive ou DVD com a mídia de instalação (ISO) |